# أوستن سافاج
أوستن سافاج (بالإنجليزية: Austin Savage)‏ (17 مايو 1991 في الولايات المتحدة - ) هو لاعب كرة قدم أمريكي في مركز الهجوم. لعب مع تشارلستون بيتري وSC United Bantams ‏.

## وصلات خارجية
- أوستن سافاج على موقع قاعدة بيانات كرة القدم.إي يو (الإنجليزية)